# 孔瑞
孔瑞（法語：Conjux，法語發音：[kɔ̃ʒy]）是法国萨瓦省的一个市镇，属于尚贝里区。

## 地理
孔瑞（45°47'26"N, 5°49'17"E）面积1.7 平方千米，位于法国奥弗涅-罗讷-阿尔卑斯大区萨瓦省，该省份为法国东部省份，历史上为薩伏依的一部分，北起上萨瓦省，西接伊泽尔省和安省，南部和东部与上阿尔卑斯省和意大利接壤。
与孔瑞接壤的市镇（或旧市镇、城区）包括：尚德里约。

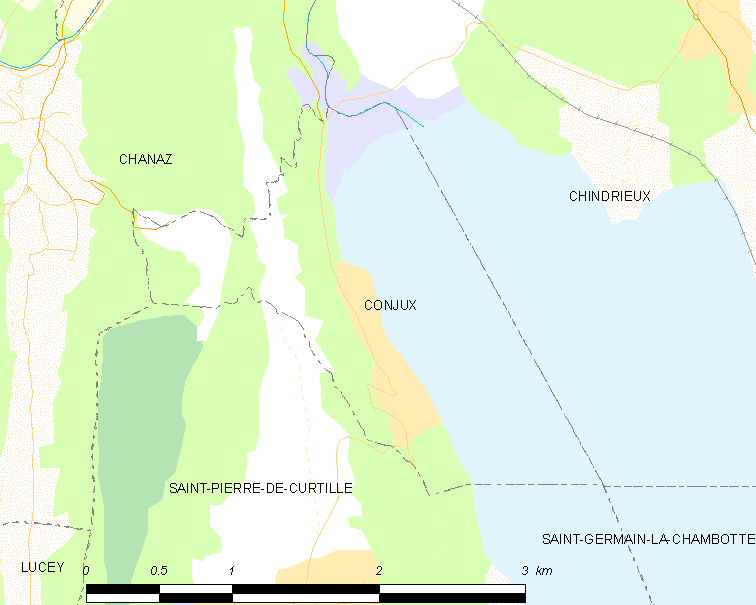
孔瑞的OSM定位图

孔瑞的时区为UTC+01:00、UTC+02:00（夏令时）。

## 行政
孔瑞的邮政编码为73310，INSEE市镇编码为73091。

## 政治
孔瑞所属的省级选区为萨瓦比热县。

## 人口

1962-2008年间孔瑞人口变化图示

孔瑞于2022年1月1日时的人口数量为216人。